# SURF4
SURF4 (англ. Surfeit 4) – білок, який кодується однойменним геном, розташованим у людей на короткому плечі 9-ї хромосоми. Довжина поліпептидного ланцюга білка становить 269 амінокислот, а молекулярна маса — 30 394.
| 10         |  | 20         |  | 30         |  | 40         |  | 50         |
| ---------- |  | ---------- |  | ---------- |  | ---------- |  | ---------- |
| MGQNDLMGTA |  | EDFADQFLRV |  | TKQYLPHVAR |  | LCLISTFLED |  | GIRMWFQWSE |
| QRDYIDTTWN |  | CGYLLASSFV |  | FLNLLGQLTG |  | CVLVLSRNFV |  | QYACFGLFGI |
| IALQTIAYSI |  | LWDLKFLMRN |  | LALGGGLLLL |  | LAESRSEGKS |  | MFAGVPTMRE |
| SSPKQYMQLG |  | GRVLLVLMFM |  | TLLHFDASFF |  | SIVQNIVGTA |  | LMILVAIGFK |
| TKLAALTLVV |  | WLFAINVYFN |  | AFWTIPVYKP |  | MHDFLKYDFF |  | QTMSVIGGLL |
| LVVALGPGGV |  | SMDEKKKEW  |  |            |  |            |  |            |

A: Аланін

C: Цистеїн

D: Аспарагінова кислота

E: Глутамінова кислота

F: Фенілаланін

G: Гліцин

H: Гістидин

I: Ізолейцин

K: Лізин

L: Лейцин

M: Метіонін

N: Аспарагін

P: Пролін

Q: Глутамін

R: Аргінін

S: Серин

T: Треонін

V: Валін

W: Триптофан

Задіяний у такому біологічному процесі, як альтернативний сплайсинг. 
Локалізований у мембрані, ендоплазматичному ретикулумі, апараті гольджі.